# Steatoda rubrocalceolata
Steatoda rubrocalceolata là một loài nhện trong họ Theridiidae.
Loài này thuộc chi Steatoda. Steatoda rubrocalceolata được Eugène Simon miêu tả năm 1907.